# Michel Michel (géographe)
Pour les articles homonymes, voir Michel.
Michel Michel est un géographe français né en 1939.

## Biographie
En 1983, il passe sa thèse, intitulée  Les problèmes du développement. des villes moyennes à la périphérie de la région parisienne.
Il est professeur de géographie à l'université Paris-XIII.
De 1996 à 2000, il est secrétaire de rédaction de la revue L'Information géographique.
Il est considéré par certains comme étant d'obédience marxiste,.

## Travaux de recherche
Michel Michel est spécialiste de la géographie urbaine, économique et régionale. Il est notamment l'un des géographes qui ont conceptualisé dans les années 1970 la notion de ville moyenne,,.

## Ouvrages
- 1984 : Développement des villes moyennes : Chartres, Dreux, Évreux. Éditions de la Sorbonne, 839 p.  (ISBN 9782859440817).
- 1994 : L'aménagement régional en France : Du territoire aux territoires, Masson, Collection Géographie, 235p.  (ISBN 2-225-84417-8)